# Пентасульфан
Пентасульфан — бинарное неорганическое соединение
серы и водорода
с формулой H2S5,
жёлтая жидкость.

## Получение
- Реакция сильно охлаждённого дисульфана и дихлорида серы:

{\displaystyle {\mathsf {2H_{2}S_{2}+SCl_{2}\ {\xrightarrow {-65\div -60^{o}C}}\ H_{2}S_{5}+2HCl}}}

## Физические свойства
Пентасульфан образует жёлтую маслянистую жидкость.
При охлаждении становится бесцветной.